# Шутильов Валерій Васильович
Валерій Васильович Шутильов (рос. Валерий Васильевич Шутылев, нар. 1940, Сталіно, нині Донецьк — пом. 1998) — радянський футболіст. Нападник і півзахисник, виступав, зокрема за «Карпати» (Львів), «Трудові резерви» (Луганськ), «Шахтар» (Донецьк) і «Локомотив» (Москва).
Грав у командах: «Локомотив» (Донецьк), «Карпати» (Львів), «Трудові резерви» (Луганськ), «Шахтар» (Червоноград), «Нафтовик» (Дрогобич), «Шахтар» (Донецьк) і «Локомотив» (Москва).